# Tobias Radloff (Schriftsteller)
Tobias Radloff (* 1977 in Langen, Hessen) ist ein deutscher Schriftsteller. Er veröffentlicht auch unter dem Pseudonym Paul Jansen.

## Leben und Werk
Tobias Radloff wuchs in seiner Geburtsstadt Langen auf. Er absolvierte ein erfolgreiches Studium der Informatik und Philosophie an der Johann Wolfgang Goethe-Universität Frankfurt am Main und arbeitete mehrere Jahre in der IT, ehe er sich vollständig dem Schreiben zuwandte. Er lebt und arbeitet in Potsdam.
Tobias Radloff schreibt Romane, Kurzgeschichten und Gedichte in deutscher und englischer Sprache. Seine Prosatexte bewegen sich zumeist in den Bereichen Fantastik, Thriller und Kriminalroman. Englischsprachige Kurzgeschichten und Lyrik des Autors sind in internationalen Literaturzeitschriften und auf Literaturwebseiten erschienen.
Gelegentlich ist Tobias Radloff auf den Slam-Poetry-Bühnen Berlins und Brandenburgs zu sehen. Er ist Mitglied im Phantastik Autoren Netzwerk PAN.

## Werke
Romane
- Amoralisch, Eigenverlag (gebundene Ausgabe), 2014, Taschenbuchausgabe beim Divan Verlag, 2015, ISBN 978-3-86327-032-2
- Schwarzspeicher, Spreeside, 2011, ISBN 978-3-939994-28-2.
- Satinavs Auge, Fantasy Productions, 2007, ISBN 978-3-89064-495-0, Neuauflage (E-Book) bei Ulisses Spiele
- Der Pilot (deutsch/englisch), Langenscheidt-Verlag, 2007, ISBN 978-3-468-44106-6

Kinder- und Jugendbücher unter dem Pseudonym Paul Jansen
- The Secret of the Lady Luck / Das Geheimnis der Lady Luck, Langenscheidt-Verlag, 2012, ISBN 978-3-468-20641-2
- The Billabong Deception / Betrug am Billabong, (deutsch/englisch), Langenscheidt-Verlag, 2009, ISBN 978-3-468-20537-8
- The Odd Bird / Der Komische Vogel (deutsch/englisch), Langenscheidt-Verlag, 2007, ISBN 978-3-468-20530-9

Kurzgeschichten (Auswahl)
- Kalb Itz und 22 Buchstaben, beide erschienen in der Anthologie Slam Poetry aus Brandenburg, Satyr Verlag, 2021, ISBN 978-3-947106-58-5
- Nobody Loves You Like I Do, erschienen in der Anthologie The Bloom of the Poem silently breaks the Bud, 2018, ISBN 978-3-9813742-4-7
- Der Räuber, erschienen in der Anthologie Saramees Blut, Atlantis, 2012, ISBN 978-3-86402-044-5
- Das 226. Elixier, erschienen in der Anthologie Das Glück Saramees, Atlantis, 2009, ISBN 978-3-941258-17-4

Lyrik (Auswahl)
- Nine, erschienen in der Anthologie Haunted are these Houses, Unnerving Press, 2018, ISBN 978-1-989206-03-4

Rollenspielpublikationen (Auswahl)
- Klar zum Entern, Abenteuerpublikation für Das Schwarze Auge, Ulisses Spiele, 2007, ISBN 978-3-89064-209-3

## Preise und Nominierungen
- Shortlist-Nominierung für den Deutschen Phantastik Preis 2008, Kategorie „Bester deutschsprachiger Roman“, für Satinavs Auge[3]
- Platz zwei beim Daniil-Pashkoff-Preis 2018 in der Kategorie „Prosa, über 19“ für die Kurzgeschichte Nobody Loves You Like I Do[4]